# Juegos infantiles de Tailandia
Los juegos infantiles de Tailandia se desarrollan con música y una moraleja con el fin de enseñar comportamientos a los niños y acelerar el desarrollo social. 

## Los juegos infantiles al aire libre
Normalmente fuera de casa porque hay más espacio, donde los miembros de la familia pueden unirse a los niños. Algunos juegos son, por ejemplo; Ngoo Gin Hang (en Tailandés: งูกินหาง, La cola de serpiente), Dern ka la (en tailandés: เดินกะลา, Juego de la cáscara de coco, llamado así porque es jugado con cáscaras de coco), Ma kan kluay (en Tailandés: ม้าก้านกล้วย, El caballito).
Cada juego infantil utiliza canciones originales y música y en alguno hay que jugar con equipos como en Ma Kan Kluay en el que además hay que usar un plátano.

## Los juegos infantiles en el interior
Todos los juegos infantiles en el interior tienen canciones y música también. No necesitan más equipamiento, solamente partes del cuerpo como las manos o los dedos o elementos sencillos como piedras. 

## Algunos ejemplos
- Look Jin o Mak Keb (en Tailandés:ลูกหิน หรือ หมากเก็บ). Este juego infantil no tiene música ni diálogo, pero en cambio hay que usar más atención que en otros juegos infantiles. Los Jugadores pueden poner leyes de grupo.

- Jam Jii (en Tailandés: จ้ำจี้ empuja un dedo). Con un número de jugadores de 3 a 4 personas, cada persona tiene que poner las manos en el suelo. Después, el primer jugador tiene que empujar todos los dedos de los jugadores y empezar a cantar. Cuando termina de cantar, todos los jugadores tienen que parar. El dedo del que primero para, tiene que ser replegado en la palma de su mano. Se continúa  cantando otra vez y en el momento que alguien pliega todos sus dedos, termina el juego.

- Datos: Q6505796